# Macklemore & Ryan Lewis
Macklemore y Ryan Lewis fue un dúo estadounidense de hip hop formado en 2009, en Seattle, Washington. El dúo está compuesto por Ben Haggerty, un rapero y cantante que se conoce con el nombre de Macklemore, y Ryan Lewis, un productor de discos, DJ y fotógrafo profesional, que conoció a Haggerty en una sesión de fotos y han colaborado significativamente desde entonces. En 2009, lanzaron su primer esfuerzo de colaboración, un EP titulado «VS. EP». Desde entonces, han seguido con «VS. Redux» (2010), el álbum ganador del Grammy, The Heist (2012) y This Unruly Mess I've Made (2016).
El sencillo de Macklemore y Lewis, Thrift Shop alcanzó el número uno en la lista estadounidense Billboard Hot 100 en 2013. El sencillo fue estrenado en la radio por Jay Postal el 2 de septiembre de 2012, y pronto se le denominó «la primera canción desde 1994 en encabezar la lista Hot 100 sin el apoyo de un importante sello discográfico» por Billboard, sin embargo Macklemore, en un contrato de grabación poco inusual, paga un porcentaje nominal de las ventas por utilizar el departamento de Warner Bros, para promocionar sus sencillos. Su segundo sencillo, "Can't Hold Us" también alcanzó el puesto número uno de la lista Hot 100, haciendo de Macklemore y Lewis el primer dúo de la historia de la lista en tener sus dos primeros sencillos en las primeras posiciones.
Macklemore y Lewis lanzaron su primer álbum de estudio titulado The Heist, el 9 de octubre de 2012, que alcanzó el número 2 en la lista estadounidense Billboard 200. El dúo ganó cuatro premios Grammy en la ceremonia del 2014, incluyendo Mejor Nuevo Artista, Mejor álbum de Rap (The Heist), Mejor Canción de Rap y Mejor Interpretación de Rap ( "Thrift Shop"). Su segundo álbum, This Unruly Mess I've Made fue lanzado el 26 de febrero de 2016. 
El dúo se encuentra por los momentos separado. El rapero Macklemore está trabajando en su carrera en solitario.

## Discografía
- The Heist (2012)
- This Unruly Mess I've Made (2016)

## Tours
- The Heist Tour (2012–13)[9]
- Fall World Tour (2013–14)[10]
- An Evening with Macklemore & Ryan Lewis (2016)